# Kardamena
Kardamena är en ort i Grekland.   Den ligger i prefekturen Nomós Dodekanísou och regionen Sydegeiska öarna, i den sydöstra delen av landet, 300 km öster om huvudstaden Aten. Kardamena ligger 8 meter över havet och antalet invånare är 1 926. Den ligger på ön Kos.
Terrängen runt Kardamena är platt västerut, men åt nordost är den kuperad. Havet är nära Kardamena åt sydost. Närmaste större samhälle är Kos, 18,0 km nordost om Kardamena. Trakten runt Kardamena består till största delen av jordbruksmark.